# متراجحة يونغ

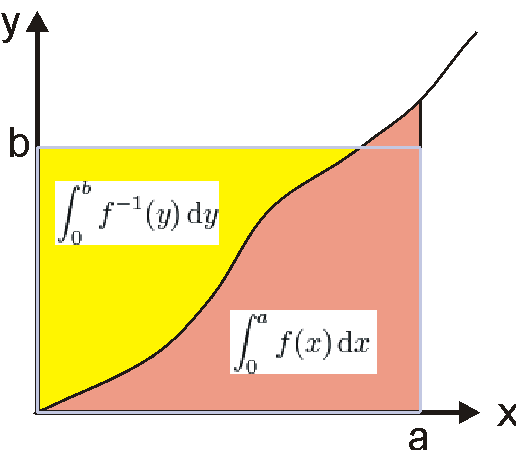

متراجحة يونغ (بالإنجليزية: young inequality)‏ هي متراجحة ومبرهنة رياضية تقول مايلي:
- {\displaystyle a^{T}b\leq \alpha a^{T}a+{\frac {1}{\alpha }}b^{T}b}

حيث a و b مصفوفتان و{\displaystyle \alpha } عدد طبيعي أكبر من صفر.

لهذه المتراجحة تطبيقات عديدة في البراهين الرياضياتية وفي نظرية التحكم القوي